# 奥鬼怒スーパー林道
奥鬼怒スーパー林道（おくきぬスーパーりんどう）は、栃木県日光市から群馬県片品村へ至る林道。かつて存在した森林開発公団が建設を進めてきたスーパー林道で、最後に完成したものとなった。

## 建設の経緯
カスリーン台風などの大型台風の襲来により、1960年代、栗山村（当時）の奥地では山腹崩壊が拡大し土砂流出が顕著となった。このため復旧に向けた大規模な治山工事が計画され、日光側から尾根を越えて栗山村へ至る運搬道が建設された。これが奥鬼怒スーパー林道の前身となる山王林道である。建設の経緯等は、峠付近に残る開通記念碑にも記されている。
作業道が建設され、外部との交通が容易になったことにより、栗山村奥地では川俣温泉をはじめとした開発が活発化。1970年（昭和45年）、更なる観光開発を意図して山王林道を延長し、群馬県側に抜ける林道計画が持ち上がった。しかし、地元の群馬県自然保護連盟は、林道の存在が自然環境を破壊しかねないとして反発。完成後の管理を担う地元市町村をも巻き込んだ議論を経て、群馬県側大清水から栃木県側八丁の湯間の16.2kmについては、林道の建設目的に観光は含めないことで開通する取り決めがなされた。このため、林道自体は1993年（平成5年）に開通はしたものの、県境付近は一般車両は通行禁止となった。

## 一般利用
山王林道の分岐点から女夫渕温泉の駐車場までは一般車両の通行が可能であるが、女夫渕温泉から八丁の湯（奥鬼怒温泉郷）の区間は、徒歩や宿の送迎バスやタクシーなどに限られ、奥鬼怒温泉から群馬県の全区間は通行止となっている。奥鬼怒スーパー林道全域で地元住民や土地所有者以外の通行には地元市町村長の許可が必要。

### トレイルライド
栃木県側では新たな利用方法が模索され、2021年から女夫渕温泉から奥鬼怒温泉郷の区間約8kmにおいて、マウンテンバイクなど自転車の走行を認めるイベント（奥鬼怒トレイルライド）が始められた。ただし、通行可能な期間は決められており、所要の届出を行う必要があるなど制限が加えられている。